# Pedagogika lecznicza
Pedagogika terapeutyczna jest to pedagogika osób przewlekle chorych i niepełnosprawnych ruchowo, przebywających w placówkach leczniczych oraz placówkach integracyjnych dla dzieci i młodzieży, a także w specjalistycznych ośrodkach rehabilitacyjnych i opieki paliatywnej.

## Cele i zadania pedagogiki terapeutycznej
- zajmuje się jednostkami wyizolowanymi z naturalnego środowiska

- ochrona jednostki przed ujemnymi skutkami psychicznymi spowodowanymi długotrwałym pobytem w zakładzie leczniczym

- współdziałanie w terapii medycznej

- mobilizowanie do polepszenia sytuacji własnej

- współdziałanie w zapewnieniu jednostce podstawowych potrzeb psychospołecznych i biologicznych

- organizowanie procesu szkolenia (rewalidacja i rehabilitacja)

- udzielanie pomocy po opuszczeniu zakładu leczniczego

## Teoria ped. w procesie rehabilitacji w szpitalu
Odciążająca - spoczynkowa - dostarczenie choremu warunków do jak najmniejszego wydatkowania wysiłku związanego ze środowiskiem zew. w celu gromadzenia energii do walki z przyczyną choroby
Uczynniająca - czynnościowa - organizowanie wszelkich form aktywności mających na celu zdynamizowanie usprawniania procesów psychomotorycznych (funkcja ruchowa, zabawowa, ergoterapia).